# مورينغن
مرينغن (بالألمانية: Moringen) هي بلدة ألمانية تقع في ألمانيا في سكسونيا السفلى. يقدر عدد سكانها بـ 7,496 نسمة .